# Зубкі-Малі
Зубкі-Малі (пол. Zubki Małe) — село в Польщі, у гміні Черневиці Томашовського повіту Лодзинського воєводства.
Населення — 112 осіб (2011).
У 1975-1998 роках село належало до Пйотрковського воєводства.

## Демографія
Демографічна структура станом на 31 березня 2011 року:
|          | Загалом | Допрацездатний вік | Працездатний вік | Постпрацездатний вік |
| -------- | ------- | ------------------ | ---------------- | -------------------- |
| Чоловіки | 54      | 16                 | 30               | 8                    |
| Жінки    | 58      | 13                 | 27               | 18                   |
| Разом    | 112     | 29                 | 57               | 26                   |